# Root Double: Before Crime * After Days
Root Double: Before Crime * After Days, stiliserat ROOT√DOUBLE, är ett datorspel i genren visuell roman som utvecklades i ett samarbete mellan Regista och Yeti, och gavs ut av Yeti till Xbox 360 och Microsoft Windows år 2012. En uppdaterad version med ett nytt slut, Xtend Edition, gavs ut till Playstation 3 och Playstation Vita år 2013 respektive 2014, och planerades ges ut av Sekai Project på engelska till Microsoft Windows och Playstation Vita år 2016 respektive 2017.
Spelet utspelar sig år 2030 i en kombinerad stad och forskningscentrum vars befolkning inte kan interagera med världen utanför utan tillåtelse från den lokala regeringen. Efter en olycka på ett institut i staden skickas en av spelets två spelarfigurer, Watase Karasagi, in som en del av ett räddningsteam; den andre, high school-studenten Natsuhiko, råkar vara i institutet när olyckan inträffar.

## Handling

### Miljö och figurer
Root Double är en visuell roman som utspelar sig i september 2030 i en kombinerad stad och forskningscentrum med 180 000 invånare. Stadens invånare kan inte interagera med världen utanför utan tillåtelse från den lokala regeringen; i utbyte mot detta, och mot att de ger upp sitt privatliv, blir de undantagna från skatt och får tillgång till högkvalitativa medicinska anläggningar. Det finns ett institut i staden som kallas "6th Laboratory of Atomic and Biological Organization" ("6:e laboratoriet för atomisk och biologisk organisation", "LABO"), som ryktas utföra experiment för regeringen. I början av spelet inträffar en olycka på institutet.
Handlingen är indelad i två rutter - A och B - som båda har sin egen huvudperson. Huvudpersonen i rutt A är Watase Kasasagi, som skickas till LABO som en del av ett räddningsteam, men som på grund av en annan incident vaknar på institutet med minnesförlust och med alla vägar ut avstängda. Han får sällskap av Kazami Tachibana, som är ruttens hjältinna, Jun, en medlem i räddningsteamet som är kunnig i maskiner och Ena, en kvinna som var i LABO när olyckan inträffade, och som drömmer om att bli lärare. Huvudpersonen i rutt B är Natsuhiko, en high school-student som är en ensling och som försummas av sin mor, en forskare som tillbringar mycket tid på sin forskning. Han är på LABO när olyckan inträffar, och får sällskap av sin barndomsvän Yuri samt sina klasskamrater Mashiro och Louise.

## Utveckling
Spelet utvecklades i ett samarbete mellan Regista och Yeti. Det regisserades och producerades av Takumi Nakazawa och skrevs av Team Tsukishima, som består av Souki Tsukishima, Tora Tsukishima och Myoashi Himukai, baserat på ett koncept av Nakazawa; författarna rekryterades och valdes ut genom en tävling. Musiken komponerades av Takuma Sato. Huvudfigurerna designades av Mikeou, medan sidofigurerna designades av Wadapen och Narumi Ōtaka. Eco var spelets kolorist samt supervisor för skapandet av event-grafik. Enligt Nakazawa var nyckelidéerna i spelet "fly från ett låst rum", "dödlig kris", "misstänk alla i en extrem situation", "nära-framtidsscience fiction" och "gruppdrama". Han sade att Christopher Nolans och J.J. Abrams verk var stora influenser för Root Double, och nämnde Nolans Memento och Inception och Abrams Fringe och Lost. Ett annat verk som inspirerade honom var filmen SOS Poseidon.
I början av 2016 sade Nakazawa att han ursprungligen hade kommit på idén till spelet för omkring tio år sedan. Hans koncept var en berättelse med två huvudpersoner med motstående ideologier. Vid det här tillfället var spelet inte en "flyktberättelse", det elementet lades till senare för att göra handlingen mer underhållande. Han började med att fundera på en oväntad vändpunkt för spelets handling, och därefter dess miljö, dess figurer och handling. Efter hand som han utvecklade berättelsen gjorde han förändringar på figurerna och miljön. Medan Nakazawas tidigare verk fokuserar på figurer som väntar på räddning från farliga situationer, ville han vända på detta i Root Double; han ville att huvudfigurerna skulle vara i motsatta situationer, så han lät en vara involverad i räddandet och lät den andre vara den som blir räddad. Huvudpersonernas skillnader reflekterades också i deras respektive rutter: rutt A fokuserar på spänning och överlevnad, medan B fokuserar mer på mysterier och drama. Rutternas strukturer utformades också för att vara raka motsatser till varandra: A börjar "spännande", medan B gradvis blir mer spännande. Root Double var Souki Tsukishimas första längre "romanspel"; då han inte tyckte sig ha mycket erfarenhet lade han ned mycket kraft på att skriva berättelsen. Han tyckte att det första utkastet han fick var intressant, men tyckte också att det verkade som att det skulle vara svårt att skriva; han var tvungen att försiktig med att få sitt scenario att överensstämma med Nakazawas bild av spelvärlden. Berättelsen skrevs av Team Tsukishima, och förfinades och reviderades genom flera möten.
Spelet nämndes för första gången på en teasersida i december 2010, där det kallades ett "nytt spännande sci-fi-äventyr". I januari 2011 tillkännagav Yeti spelet och sade att de planerade att ge ut det någon gång år 2011. I mars 2011 tillkännagav de att de inte skulle publicera spelet, på grund av dess teman och jordbävningen vid Tohoku 2011; utvecklingen avbröts, men i juli 2011 avslöjade Yeti att utvecklingen hade återupptagits och att spelet skulle ges ut till Xbox 360. De hade övervägt att ändra spelets bakgrundshistoria, men bestämde sig till slut för att låta berättelsen vara oförändrad och att följa sin ursprungliga plan, men också för att porträttera katastrofen i spelet "mer försiktigt och samvetsgrant". De hade diskuterat huruvida spelet skulle ges ut över huvud taget, men utvecklingsteamet ansåg att det var viktigt att porträttera hur "hopp kan hittas även i den djupaste förtvivlan". Xtend Edition, en uppdaterad version av spelet som inkluderar ett nytt slut, utvecklades till Playstation 3; enligt Nakazawa ansågs det vara nödvändigt att göra Xtend Edition för att få fler personer att spela spelet.
Efter att Nakazawa hörde engelskspråkiga personer fråga honom på Facebook om spelet skulle göras tillgängligt på engelska undersökte han det, och upptäckte att den engelskspråkiga marknaden för visuella romaner hade vuxit. Han trodde att innehållet i Root Double skulle gillas av engelskspråkiga, så det bestämdes att spelet skulle översättas. Sekai Project tillkännagav på sin diskussionspanel på Anime Expo 2015 att de skulle lokalisera Xtend Edition i ett samarbete med Lemnisca Translations och ge ut det till Microsoft Windows. De lanserade en crowdfunding-kampanj för att finansiera lokaliseringen av spelet på Kickstarter i januari 2016, med målet att samla in 135 000 USD. 53 procent av de 135 000 planeras gå till licensiering, programmering och portering, 27 procent till översättning och redigering, 10 procent till kostnader för Kickstarter och processering av kort, samt 10 procent till fraktkostnader. Om de lyckas samla in mer än målet har de tre planerade "stretch goals" - högre mål som om de uppnås möjliggör produktionen av en fanbook och översättningen av radioteatrar baserade på spelet. Under kampanjen började Sekai Project att undersöka möjligheten att ge ut spelet till Playstation Vita; de tillkännagav att de hade fått det godkänt av Sony, och att de hade möjligheten att ge ut spelet på den plattformen. Detta krävde ytterligare programmering av Regista, då Playstation Vita-versionens spelmotor behövde omformateras för att stödja det engelskspråkiga manuset.

## Lansering
År 2012 gjordes ett demo för spelet tillgängligt, i vilket spelaren kan spela hela vägen till ett av spelets slut. Spelet gavs ut av Yeti den 29 mars 2012 till Xbox 360 och den 28 september 2012 till Microsoft Windows. Xtend Edition gavs ut den 24 oktober 2013 till Playstation 3 och den 24 juli 2014 till Playstation Vita. Den engelskspråkiga versionen av Xtend Edition beräknas ges ut i mars 2016 till Microsoft Windows och i mars 2017 till Playstation Vita. Då Playstation Vita-versionens filstorlek överskrider begränsningarna för fysiska Playstation Vita-spel är både de japanskspråkiga och engelskspråkiga Playstation Vita-utgåvorna enbart tillgängliga digitalt.

## Mottagande
| Mottagande      | Mottagande                                         |
| Recensionsbetyg | Recensionsbetyg                                    |
| Publikation     | Betyg                                              |
| --------------- | -------------------------------------------------- |
| Famitsu         | 32/40 (8, 8, 8, 8) (X360) 33/40 (9, 9, 8, 7) (PS3) |

Root Double var det 15:e bäst säljande datorspelet i Japan under sin debutvecka, med 5 450 sålda exemplar. Vid slutet av 2012 var det årets 350:e bäst säljande datorspel i Japan, med totalts 6 599 sålda exemplar. Playstation 3-versionen var årets 392:e bäst säljande datorspel i Japan år 2013, med 2 567 sålda exemplar.